# Upp (film)

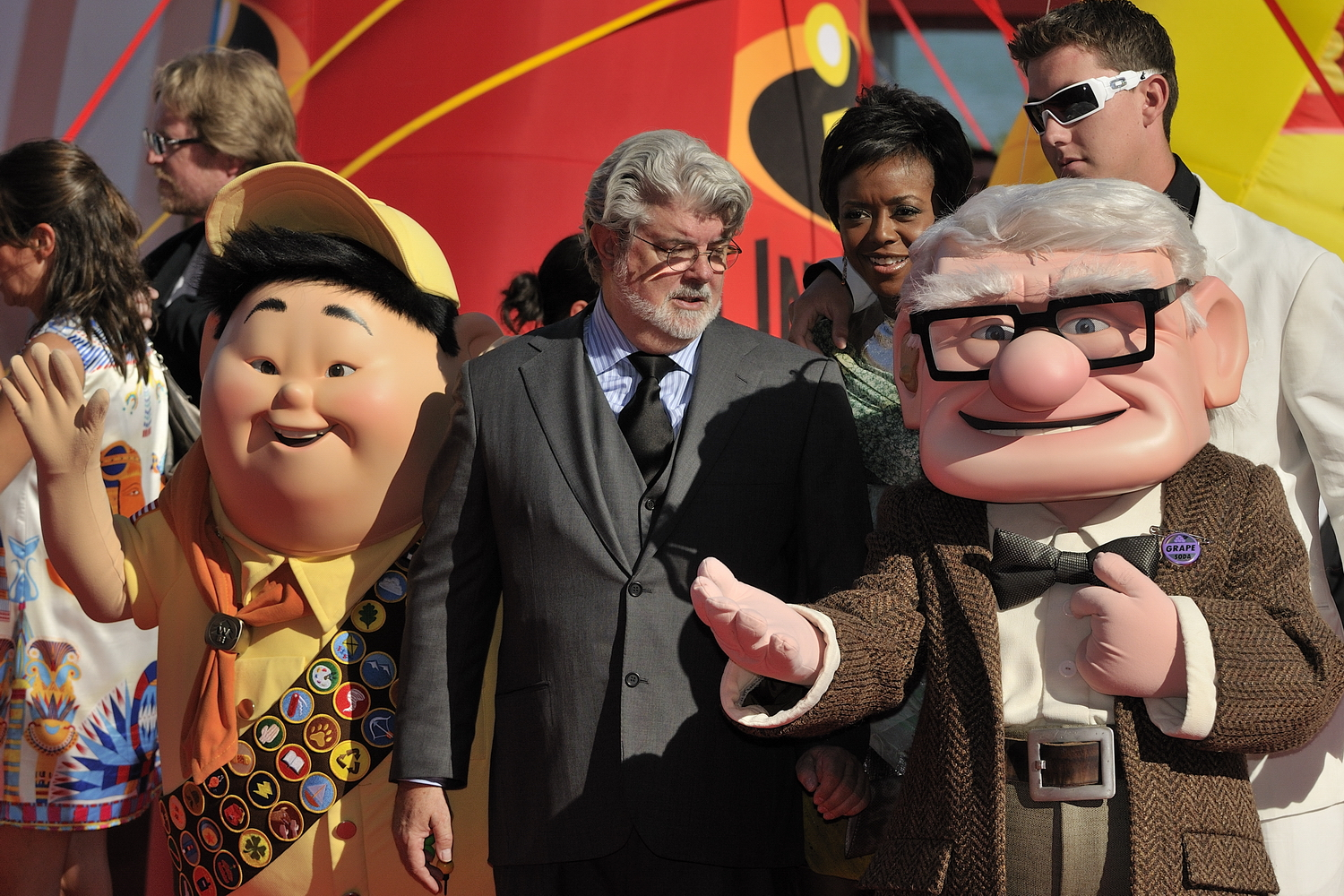
George Lucas (i mitten) med filmens två protagonister Oskar och Carl vid Filmfestivalen i Venedig i september 2009.

Upp (engelska: Up) är en amerikansk animerad film från 2009, producerad av Pixar Animation Studios. Filmen premiärvisades på Filmfestivalen i Cannes den 13 maj 2009. Den hade premiär 29 maj i Nordamerika och under hösten i Europa. Filmen vann en Oscar för bästa animerade film samt för bästa filmmusik (Michael Giacchino).

## Handling
Filmen handlar om 78-åriga Carl Fredriksson och 8-åriga scouten Oskar. Carl vill förverkliga sin frus dröm, att bo vid Paradisfallen i Venezuela. Han knyter fast ett stort antal ballonger på sitt hus och flyger iväg med det. Oskar fastnar på Carls veranda, eftersom Oskar vill hjälpa Carl för att få en medalj. Vid Paradisfallen träffar de på en talande hund och Carls barndomshjälte, utforskaren Charles Muntz.

## Om filmen
- I filmens inledning visas hur Carl som ung pojke möter flickan Ellie och blir kär. De gifter sig, får inga barn, men lever ändå ett lyckligt liv och bevarar sin ungdomsdröm om att åka till en speciell plats med hög klippa och vattenfall i Sydamerika, Paradisfallen. När Ellie dör lever Carl vidare ensam och förgrämd. Deras idylliska hus blir allt mer kringskuret av stora byggnader och varuhus och en byggherre vill komma åt mannens tomt. I det läget dyker Oskar, den lille scoutpojken upp. Just när den gamle mannen ska köras iväg till ett äldreboende flyger han iväg med huset i ett försök att finna sin barndoms dröm.
- Carl Fredriksson är baserad på Spencer Tracy.[1]

## Mottagande
- Aftonbladet: 5/5[2]
- Expressen: 4/5[3]
- Metro: 5/5[4]
- Svenska Dagbladet: 4/6[5]
- Sydsvenskan: 5/5[6]
- Göteborgs-Posten: 4/5[7]

## Musik
Musiken till filmen (utgiven av Walt Disney Records) komponerades av den amerikanske filmmusikskompositören Michael Giacchino som tidigare hade gjort musiken till bland annat Råttatouille. Musiken vann en Oscar för bästa filmmusik.

### Låtlista

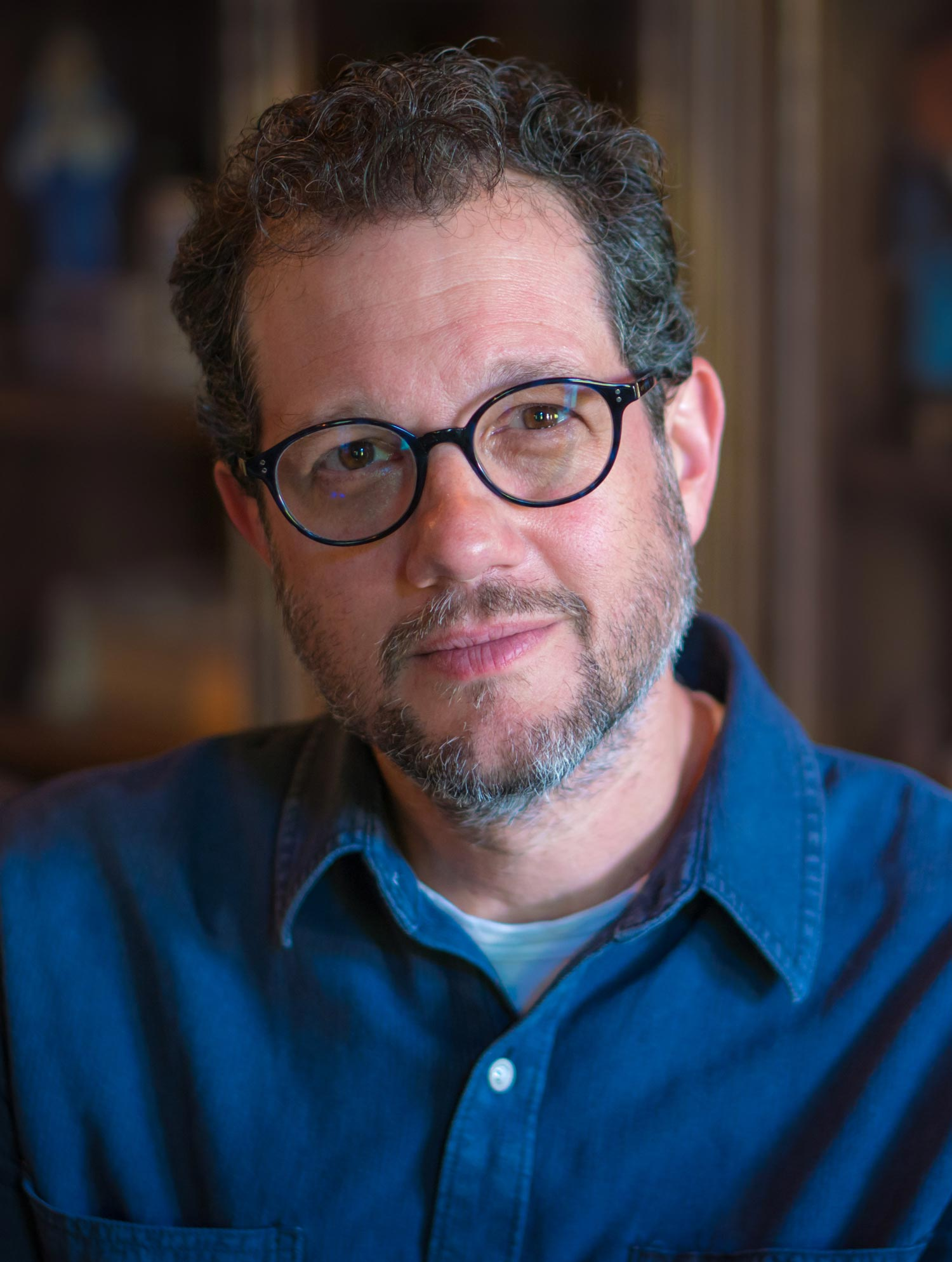
Michael Giacchino.

Alla låtar är skrivna och komponerade av Michael Giacchino (förutom de tre sista spåren 24–26 som är ljudeffekter). 
| Nr  | Titel                           | Längd |
| --- | ------------------------------- | ----- |
| 1.  | Up with Titles                  | 0:53  |
| 2.  | We're in the Club Now           | 0:43  |
| 3.  | Married Life                    | 4:10  |
| 4.  | Carl Goes Up                    | 3:33  |
| 5.  | 52 Chachki Pickup               | 1:14  |
| 6.  | Paradise Found                  | 1:03  |
| 7.  | Walkin' the House               | 1:03  |
| 8.  | Three Dog Dash                  | 0:51  |
| 9.  | Kevin Beak'n                    | 1:14  |
| 10. | Canine Conundrum                | 2:03  |
| 11. | The Nickel Tour                 | 0:52  |
| 12. | The Explorer Motel              | 1:26  |
| 13. | Escape from Muntz Mountain      | 2:43  |
| 14. | Giving Muntz the Bird           | 1:58  |
| 15. | Stuff We Did                    | 2:13  |
| 16. | Memories Can Weigh You Down     | 1:12  |
| 17. | The Small Mailman Returns       | 3:11  |
| 18. | He's Got the Bird               | 0:29  |
| 19. | Seizing the Spirit of Adventure | 5:19  |
| 20. | It's Just a House               | 1:59  |
| 21. | The Ellie Badge                 | 1:30  |
| 22. | Up with End Credits             | 7:38  |
| 23. | The Spirit of Adventure         | 2:23  |
| 24. | Carl's Maiden Voyage            | 0:52  |
| 25. | Muntz's Dark Reverie            | 0:52  |
| 26. | Meet Kevin in the Jungle        | 1:32  |